# とらわれの水
『とらわれの水』（原題：Water、ヒンディー語：वाटर）は、2005年に製作されたインド・カナダ合作映画。
ディーパ・メータ監督の3部作「Fire（炎の二人）、Earth、Water」の最後の作品。

## キャスト
- シャクンタラー：シーマ・ビシュワース
- ナラヤン：ジョン・エイブラハム
- カリヤニ：リサ・レイ
- チュイヤー：サララ
- グラビ：ラグビール・ヤーダヴ
- バーガワティ：ワヒーダー・ラフマーン

## 上映
- 2007年.第17回アジアフォーカス福岡国際映画祭[1]
- 2009年.あいち国際女性映画祭（9月4日）[2]
- 2010年.上映会 - アジア女性資料センター（7月4日）[3]